# 투르크멘 소비에트 사회주의 공화국의 국기

투르크멘 소비에트 사회주의 공화국의 국기

투르크멘 소비에트 사회주의 공화국의 국기 (뒷면)

투르크멘 소비에트 사회주의 공화국의 국기는 1953년 8월 1일에 제정되어 투르크메니스탄으로 독립한 후인 1992년 2월 19일까지 사용되었다.
빨간색 바탕 가운데에는 두 개의 하늘색 가로 줄무늬가 그려져 있으며, 깃대 쪽으로 노란색 별과 낫과 망치가 그려져 있다.

## 과거의 기

1919 ~ 1921년
1921 ~ 1923년
1925 ~ 1937년
1937 ~ 1940년
1940 ~ 1953년
1953 ~ 1973년

## 같이 보기
- 소련의 국기
- 소련의 공화국의 국기
- 투르크메니스탄의 국기